# Парона
Паро̀на (на италиански и на ломбардски: Parona) е село и община в Северна Италия, провинция Павия, регион Ломбардия. Разположено е на 113 m надморска височина. Населението на общината е 1903 души (към 2017 г.).